# Dani Pedrosa
Daniel „Dani” Pedrosa (ur. 29 września 1985 w Sabadell) – hiszpański motocyklista, trzykrotny mistrz świata (jeden tytuł mistrzowski w klasie 125 cm³ – 2003 i dwa tytuły w klasie 250 cm³ – 2004 i 2005), w 2018 roku zakończył karierę w zespole Repsol Honda Team MotoGP.
Został odkryty przez Alberta Puiga (znanego motocyklistę z wcześniejszych lat) i pod jego opieką rozpoczął karierę w klasie 125 cm³ w roku 2001, wraz z dwoma innymi hiszpańskimi motocyklistami Antoniem Eliasem i Joanem Olivem zasiadał na motocyklu Honda w ekipie Telefonica Movistar Junior team. Już w pierwszym roku startów pokazał się z bardzo dobrej strony; dwukrotnie stanąwszy na najniższym stopniu podium w GP Walencji i GP Pacyfiku, w konsekwencji skończył sezon na ósmej pozycji z dorobkiem 100 punktów. W następnych sezonach Pedrosa zdobył tytuł w klasie 125 cm³ i dwukrotnie w klasie 250 cm³ (jest najmłodszym mistrzem świata w tej klasie w całej historii).

## Kariera

### 2001
Debiutancki sezon w ekipie Telefonica Movistar Junior Team. Dwa razy na podium (GP Walencji i GP Pacyfiku), końcowa klasyfikacja 8. miejsce i 100 punktów

### 2002
Drugi sezon w tej samej ekipie, klasyfikacja końcowa 3. miejsce i 243 punkty – 9 razy na podium w tym trzy zwycięstwa

### 2003
Trzeci sezon w tej samej ekipie pod wodzą Alberto Puiga, wywalczone mistrzostwo świata na dwa wyścigi przed końcem sezonu, pięć zwycięstw i jedno drugie miejsce, łączna liczba punktów 223. W GP Australii doznał groźnego upadku i złamał dwie kości piszczelowe, co wyeliminowało go na dwie ostatnie rundy, jednak tytuł mistrzowski wywalczył już wcześniej.

### 2004
Przejście do klasy 250 cm³ wraz z nim ekipa Telefonica Movistar z Alberto Puigem. Debiut na motocyklu Honda zwieńczony od razu mistrzostwem świata. Dodatkowo Daniel Pedrosa w wieku 19 lat został najmłodszym mistrzem świata w klasie 250 cm³ w całej historii startów. 317 punktów to efekt stawania 13 razy na podium w tym 7 razy zwyciężał. Otrzymał również nagrodę Rookie of the year, przyznawaną rokrocznie w każdej klasie pod koniec sezonu dla najlepiej spisujących się debiutantów we wszystkich klasach.

### 2005
Pozostał w klasie 250 cm³ by po raz drugi z rzędu zdobyć mistrzostwo świata dla ekipy Telefonica Movistar Honda. Końcowy rezultat to 309 punktów, 11 razy na podium w tym 8 razy zwycięstwo.

### 2006
Przejście do klasy MotoGP. Startuje jako członek zespołu Repsol Honda Team wraz z kolegą z zespołu Amerykaninem Nicky Haydenem. Dorobek w najwyższej klasie po 17 startach imponujący, dwa zwycięstwa, dwa drugie i cztery trzecie miejsca na podium, co daje w rezultacie 215 punktów i 5. miejsce w klasyfikacji końcowej. Nagroda Rookie of the year za najlepiej spisującego się debiutanta w klasie MotoGP na sezon 2006. Końcówka sezonu 2006 słabsza w wykonaniu Daniela, z powodu kontuzji kolana. W GP Portugalii kontrowersyjny upadek, w którym zabrał ze sobą z toru kolegę z zespołu Nickiego Haydena, co mogło przyczynić się do zniweczenia szansy na tytuł mistrzowski dla kolegi, jednak w rezultacie Nicky Hayden niespodziewanie został nowym mistrzem świata w klasie MotoGP na rok 2006.

### 2007
Sezon zmian. Ze względu na bezpieczeństwo, FIM nakazał wszystkim producentom maszyn zmniejszyć pojemność skokową silników z 996 cm³ do 800 cm³. Pierwszy swój wyścig na nowej maszynie w zespole Repsol Honda Team, Daniel zakończył na najniższym stopniu podium, o GP Kataru na torze Losail (wtedy ku zaskoczeniu wszystkich wyścig wygrał niespodziewanie Casey Stoner). Kolejny swój wyścig na torze Jerez, zawodnik zakończył na drugiej pozycji, co potwierdzało jego wysoką formę. Po upadku na torze w Turcji, spekulacje na temat jego wysokiej formy zelżały i na podium powrócił dopiero we Włoszech (drugie miejsce) i Katalonii (trzeci), by wreszcie wygrać swój pierwszy w sezonie wyścig o GP Niemiec. Nie najlepsza passa trwała nadal i poza pojedynczymi podiami, Pedrosa doznał szereg upadków i kontuzji. Zrezygnowany, lecz ciągle broniący się przed spadkiem w klasyfikacji, Pedrosa nie miał szans rywalizować ze Stonerem (który wywalczył mistrzostwo świata). Do Pedrosy uśmiechnęło się jednak szczęście kiedy Rossi, z którym zawsze próbował nawiązać walkę, nie dojeżdżał do mety poprzez liczne awarie swojej Yamahy. Chwila prawdy nastąpiła dopiero w ostatnim wyścigu sezonu o Grand Prix Walencji. Rossiemu wystarczał jeden punkt, czyli 15-te miejsce w wyścigu, nawet przy wygranej Pedrosy, by zdobyć tytuł wicemistrzowski. Wtedy właśnie rozegrał się na torze najgorszy scenariusz dla Rossiego, a najlepszy dla Pedrosy, gdyż Rossi miał potężny upadek uniemożliwiający mu dalszą jazdę roztrzaskaną maszyną, w momencie kiedy Pedrosa bezapelacyjnie wygrał, spychając tym samym Rossiego z pozycji drugiej, na trzecią i zapewniając sobie tytuł wicemistrza świata. Jest to jak na razie jego najlepszy rezultat w klasie MotoGP.

### 2008
Nie schodził z podium (oprócz GP Francji, gdzie był 4), aż do połowy sezonu o GP Niemiec, gdzie po atomowym starcie na mokrej nawierzchni jechał 11 sekund przed kolejnym zawodnikiem już po drugim okrążeniu. Na początku trzeciego okrążenia stracił przyczepności i wypadł z toru z dużą prędkością. Kontuzja jaką wtedy doznał, uniemożliwiła mu powrót do formy z pierwszej połowy sezonu i ostatecznie z 2 wygranymi (GP Hiszpanii i GP Katalonii), łącznie stając 11 razy na podium, uplasował się dopiero na trzecim miejscu za świętującym triumfalny powrót na mistrzowski tron Rossim i drugim Stonerem.

### 2009
Przed rozpoczęciem 2009 doznał kontuzji, co sprawiło, że nie mógł wziąć udziału w oficjalnych testach przedsezonowych, zajął odległe, 11. miejsce podczas Grand Prix Kataru. W trakcie piątej rundy we Włoszech znowu uległ kontuzji spadając z motocykla w treningach i już w trakcie wyścigu, rok zakończył, jako 3 najlepszy zawodnik świata, za Rossim i Lorenzo.

### 2010
Od 2010 Pedrosa powrócił do startów z numerem 26, zrobił tak, ponieważ dostawał wiele próśb od swoich fanów, Hiszpan wygrał cztery wyścigi w sezonie i zdobył tytuł wicemistrza, wyprzedził go tylko Jorge Lorenzo.

### 2011
Honda, w drodze wyjątku, wystawiła do rywalizacji trzech kierowców, Pedrosę, Stonera i Dovizioso. Po dobrym początku i 3 podiach w 3 pierwszych wyścigach sezonu, a także jednej wygranej w Portugalii, przyszedł pechowy weekend we Francji, tam Pedrosa po kolizji z Simoncellim doznał kolejnej już kontuzji w karierze, co wykluczyło go ze ścigania na dłuższy czas, powrócił w Grand Prix Włoch na torze Mugello, gdzie zajął 8 lokatę.
Powracając do pełni dyspozycji udało mu się wygrać w Niemczech, wykorzystując błąd Lorenzo, zwyciężył także w Japonii. Ostatecznie Dani rok podsumował 4. miejscem, częste wypadki i kontuzja sprawiły, że znalazł się tuż za podium przegrywając w ostatniej chwili z mniej utytułowanym Dovizioso.

### 2012
Pozbywając się z zespołu Dovizioso, Honda mogła spokojnie skoncentrować się na pracy ze Stonerem i Pedrosą, Dani pierwsze sześć wyścigów kończył wizytami na podium, wygrywając dopiero podczas Grand Prix Niemiec, tam po wspaniałej walce do ostatnich metrów pokonał Stonera, który tuż przy mecie zaliczył upadek. Drugi triumf przyszedł w Indianapolis, startował z pole position i pobił tam rekord okrążenia w wyścigu, tym zwycięstwem poprzedził kolejne w Brnie, gdzie po pasjonującej batalii ze swoim rodakiem, Lorenzo minął linię mety, jako pierwszy.
Pech nie omijał Daniego i w trakcie Grand Prix San Marino „zdjął” go z toru Héctor Barberá, przed tym jednakże Pedrosa został cofnięty z pierwszej pozycji startowej na sam koniec stawki, powodem był koc grzewczy, którego mechanicy Repsol Hondy nie mogli zdjąć z przedniej opony, potem motocykl przeniesiono do boksów, aby zastąpić go drugim. W ostatniej chwili zrezygnowano z tego pomysłu, a koc udało się zdjąć i wnieść pierwszą maszynę, jednak naruszało to regulamin mistrzostw i RC212V Hiszpana ruszyła z ostatniego pola startowego.
W efekcie #26 musiał przebijać się przez całą stawkę, gdzie trafił na Barberę.

### 2013
2013 miał być tym sezonem, w którym Pedrosa wreszcie odniesie sukces, po zakończeniu kariery przez Stonera, którego zastąpił debiutant Marquez, Daniemu zostawał jeden groźny rywal, Jorge Lorenzo, nie brano też pod uwagę Rossiego, który wracał po dwóch latach z Ducati, dodatkowo widząc, jakie problemy ma Yamaha ze swoją konstrukcją, Pedrosa, według fachowców, stawał się zdecydowanym faworytem.
Życie zweryfikowało te plany już w Sachsenring, tak szczęśliwego dla Pedrosy miejsca, gdzie podczas treningów nabawił się kontuzji obojczyka. Przed tamtym wydarzeniem prowadził w klasyfikacji indywidualnej kierowców o 9 punktów wyprzedzając Lorenzo. Gwoździem do trumny był incydent w Aragonii, Pedrosa stracił kontrolę nad swoim motocyklem, gdy próbujący wyhamować Marquez dotknął go i przypadkowo przeciął kabel odpowiadający za kontrolę trakcji w RC213V, od tamtej pory Dani stracił jakiekolwiek szanse na zdobycie swojego pierwszego tytułu mistrza.
Zajął 3. miejsce, za Marquezem, nowym mistrzem świata i Jorge Lorenzo.
Daniel Pedrosa jako niespełna 21 letni kierowca jest najmłodszym zawodnikiem, który wygrywał we wszystkich trzech klasach. Na co dzień mieszka w Londynie. W Hiszpanii posiada ogromną liczbę fanów, a popularnością dorównuje Valentino Rossi.

### 2014
Mimo niesamowitej dominacji partnera z teamu Marca Marqueza Dani zaczął sezon bardzo obiecująco. Do weekendu w San Marino nie schodził poniżej 10. miejsca, potem miał wpadkę w Aragonii (14. miejsce), jednak wyścigi w Australii i Malezji, których nie ukończył, zakończyły marzenia Hiszpana o zdobyciu tytułu wicemistrza.

### 2015
Hiszpan po GP Kataru musiał poddać się operacji lewego przedramienia, która wyeliminowała go ze startów do GP Francji (zastąpił go Hiroshi Aoyama). Zanotował pięć miejsc na podium, dwukrotnie zwyciężając, zajmując czwartą pozycję w klasyfikacji końcowej.

## Kontuzje
- Grand Prix Australii 2003(125 cm3) Złamanie kości skokowej w lewej stopie i złamanie lewej kostki.
- Grand Prix Japonii 2005 (250 cm3) Złamanie lewej kości ramienia.
- Grand Prix Malezji 2006 (MotoGP) Pęknięcie małego palca lewej stopy, otarcie kolana.
- Grand Prix Turcji 2007 (MotoGP) Uraz klatki piersiowej, lewego mięśnia pośladkowego i szyi.
- Grand Prix Japonii 2007 (MotoGP) Pourazowe zapalenie stawów z zapaleniem do małego palca lewej stopy.
- Testy w Malezji 2008 (MotoGP) Złamanie drugiej kości śródręcza w prawej dłoni.
- Grand Prix Niemiec 2008 (MotoGP) Krwiak w lewej ręce, złamanie lewego palca wskazującego, złamanie kości lewego nadgarstka.
- Grand Prix Australii 2008 (MotoGP) Krwiak na lewym kolanie.
- Testy w Katarze 2009 (MotoGP) Złamanie kości promieniowej lewego ramienia i stłuczenie lewego kolana.
- Grand Prix Włoch 2009 (MotoGP) Złamanie prawej kości udowej.
- Grudzień 2009 (MotoGP) Przejście operacji usunięcia śruby z lewego nadgarstka.
- Grand Prix Japonii 2010 (MotoGP) Cztero-odłamowe złamanie lewego obojczyka i skręcenie stawu skokowego.
- Grand Prix Francji 2011 (MotoGP) Złamanie prawego obojczyka.
- Grand Prix Niemiec 2013 (MotoGP) Pęknięcie lewego obojczyka.
- Grand Prix Kataru 2015 (MotoGP) Operacja lewego przedramienia.

## Teamy w których startował
- 2001-2003 – Telefonica Movistar Junior Team (125 cm³)
- 2004-2005 – Telefonica Movistar Honda (250 cm³)
- 2006-2018 – Repsol Honda Team (MotoGP)
- 2021,2023 – KTM (MotoGP)

## Statystyki

### Sezony
| Sezon | Klasa  | Motocykl | Wyścigi | Zwycięstwa | Podium | PP | NO | Punkty | Miejsce |
| ----- | ------ | -------- | ------- | ---------- | ------ | -- | -- | ------ | ------- |
| 2001  | 125cc  | Honda    | 16      | 0          | 2      | 0  | 0  | 100    | 8       |
| 2002  | 125cc  | Honda    | 16      | 3          | 9      | 6  | 2  | 243    | 3       |
| 2003  | 125cc  | Honda    | 14      | 5          | 6      | 3  | 3  | 223    | 1       |
| 2004  | 250cc  | Honda    | 16      | 7          | 13     | 4  | 8  | 317    | 1       |
| 2005  | 250cc  | Honda    | 16      | 8          | 11     | 5  | 7  | 309    | 1       |
| 2006  | MotoGP | Honda    | 17      | 2          | 8      | 4  | 4  | 215    | 5       |
| 2007  | MotoGP | Honda    | 18      | 2          | 8      | 5  | 3  | 242    | 2       |
| 2008  | MotoGP | Honda    | 17      | 2          | 11     | 2  | 2  | 249    | 3       |
| 2009  | MotoGP | Honda    | 17      | 2          | 11     | 2  | 5  | 234    | 3       |
| 2010  | MotoGP | Honda    | 15      | 4          | 9      | 4  | 8  | 245    | 2       |
| 2011  | MotoGP | Honda    | 14      | 3          | 9      | 2  | 4  | 219    | 4       |
| 2012  | MotoGP | Honda    | 18      | 7          | 15     | 5  | 9  | 332    | 2       |
| 2013  | MotoGP | Honda    | 17      | 3          | 13     | 2  | 4  | 300    | 3       |
| 2014  | MotoGP | Honda    | 18      | 1          | 10     | 1  | 2  | 246    | 4       |
| 2015  | MotoGP | Honda    | 15      | 2          | 6      | 4  | 0  | 206    | 4       |
| 2016  | MotoGP | Honda    | 15      | 1          | 3      | 0  | 1  | 155    | 6       |
| 2017  | MotoGP | Honda    | 18      | 2          | 9      | 3  | 2  | 210    | 4       |
| 2018  | MotoGP | Honda    | 18      | 0          | 0      | 0  | 0  | 117    | 11      |
| 2021  | MotoGP | KTM      | 1       | 0          | 0      | 0  | 0  | 6      | 25      |
| 2023  | MotoGP | KTM      | 2       | 0          | 0      | 0  | 0  | 32     | 21      |
| Razem |        |          | 298     | 54         | 153    | 49 | 64 | 4200   |         |

* – sezon w trakcie

### Klasy wyścigowe
| Klasa  | Sezon     | Pierwsze GP    | Pierwsze podium | Pierwsza wygrana | Wyścigi | Wygrane | Podia | PP | Najsz. okr. | Pkt. | WCh. |
| ------ | --------- | -------------- | --------------- | ---------------- | ------- | ------- | ----- | -- | ----------- | ---- | ---- |
| 125 cc | 2001–2003 | Japonia 2001   | Walencja 2001   | Holandia 2002    | 46      | 8       | 17    | 9  | 5           | 566  | 1    |
| 250 cc | 2004–2005 | RPA 2004       | RPA 2004        | RPA 2004         | 32      | 15      | 24    | 9  | 15          | 626  | 2    |
| MotoGP | 2006–     | Hiszpania 2006 | Hiszpania 2006  | Chiny 2006       | 220     | 31      | 112   | 31 | 44          | 3008 | 0    |
| Razem  | 2001–     |                |                 |                  | 298     | 54      | 153   | 49 | 64          | 4200 | 3    |

### Starty
| Rok  | Klasa  | Motocykl | 1      | 2       | 3       | 4       | 5       | 6      | 7       | 8       | 9       | 10      | 11      | 12      | 13      | 14      | 15      | 16      | 17      | 18     | 19    | 20  | Poz | Pkt. |
| ---- | ------ | -------- | ------ | ------- | ------- | ------- | ------- | ------ | ------- | ------- | ------- | ------- | ------- | ------- | ------- | ------- | ------- | ------- | ------- | ------ | ----- | --- | --- | ---- |
| 2001 | 125 cc | Honda    | JPN 18 | RSA 13  | SPA 10  | FRA 17  | ITA 23  | CAT 7  | NED Ret | GBR 12  | GER 11  | CZE 8   | POR 5   | VAL 3   | PAC 3   | AUS 7   | MAL 4   | BRA Ret |         |        |       |     | 8   | 100  |
| 2002 | 125 cc | Honda    | JPN 8  | RSA 3   | SPA 4   | FRA 3   | ITA 4   | CAT 2  | NED 1   | GBR 2   | GER 7   | CZE 2   | POR 10  | BRA Ret | PAC 1   | MAL 3   | AUS 5   | VAL 1   |         |        |       |     | 3   | 243  |
| 2003 | 125 cc | Honda    | JPN 8  | RSA 1   | SPA 4   | FRA 1   | ITA 2   | CAT 1  | NED 8   | GBR Ret | GER 4   | CZE 1   | POR 4   | BRA 4   | PAC 6   | MAL 1   | AUS     | VAL     |         |        |       |     | 1   | 223  |
| 2004 | 250 cc | Honda    | RSA 1  | SPA Ret | FRA 1   | ITA 2   | CAT 2   | NED 2  | BRA 2   | GER 1   | GBR 1   | CZE 3   | POR 4   | JPN 1   | QAT 2   | MAL 1   | AUS 4   | VAL 1   |         |        |       |     | 1   | 317  |
| 2005 | 250 cc | Honda    | SPA 1  | POR 4   | CHN 6   | FRA 1   | ITA 1   | CAT 1  | NED 2   | GBR 4   | GER 1   | CZE 1   | JPN 2   | MAL Ret | QAT 4   | AUS 1   | TUR 2   | VAL 1   |         |        |       |     | 1   | 309  |
| 2006 | MotoGP | Honda    | SPA 2  | QAT 6   | TUR 14  | CHN 1   | FRA 3   | ITA 4  | CAT Ret | NED 3   | GBR 1   | GER 4   | USA 2   | CZE 3   | MAL 3   | AUS 15  | JPN 7   | POR Ret | VAL 4   |        |       |     | 5   | 215  |
| 2007 | MotoGP | Honda    | QAT 3  | SPA 2   | TUR Ret | CHN 4   | FRA 4   | ITA 2  | CAT 3   | GBR 8   | NED 4   | GER 1   | USA 5   | CZE 4   | RSM Ret | POR 2   | JPN Ret | AUS 4   | MAL 3   | VAL 1  |       |     | 2   | 242  |
| 2008 | MotoGP | Honda    | QAT 3  | SPA 1   | POR 2   | CHN 2   | FRA 4   | ITA 3  | CAT 1   | GBR 3   | NED 2   | GER Ret | USA     | CZE 15  | RSM 4   | IND 8   | JPN 3   | AUS Ret | MAL 2   | VAL 2  |       |     | 3   | 249  |
| 2009 | MotoGP | Honda    | QAT 11 | JPN 3   | SPA 2   | FRA 3   | ITA Ret | CAT 6  | NED Ret | USA 1   | GER 3   | GBR 9   | CZE 2   | IND 10  | RSM 3   | POR 3   | AUS 3   | MAL 2   | VAL 1   |        |       |     | 3   | 234  |
| 2010 | MotoGP | Honda    | QAT 7  | SPA 2   | FRA 5   | ITA 1   | GBR 8   | NED 2  | CAT 2   | GER 1   | USA Ret | CZE 2   | IND 1   | RSM 1   | ARA 2   | JPN DNS | MAL     | AUS DNS | POR 8   | VAL 7  |       |     | 2   | 245  |
| 2011 | MotoGP | Honda    | QAT 3  | SPA 2   | POR 1   | FRA Ret | CAT     | GBR    | NED     | ITA 8   | GER 1   | USA 3   | CZE Ret | IND 2   | RSM 2   | ARA 2   | JPN 1   | AUS 4   | MAL C   | VAL 5  |       |     | 4   | 219  |
| 2012 | MotoGP | Honda    | QAT 2  | SPA 3   | POR 3   | FRA 4   | CAT 2   | GBR 3  | NED 2   | GER 1   | ITA 2   | USA 3   | IND 1   | CZE 1   | RSM Ret | ARA 1   | JPN 1   | MAL 1   | AUS Ret | VAL 1  |       |     | 2   | 332  |
| 2013 | MotoGP | Honda    | QAT 4  | AME 2   | SPA 1   | FRA 1   | ITA 2   | CAT 2  | NED 4   | GER DNS | USA 5   | IND 2   | CZE 2   | GBR 3   | RSM 3   | ARA Ret | MAL 1   | AUS 2   | JPN 3   | VAL 2  |       |     | 3   | 300  |
| 2014 | MotoGP | Honda    | QAT 3  | AME 2   | ARG 2   | SPA 3   | FRA 5   | ITA 4  | CAT 3   | NED 3   | GER 2   | IND 4   | CZE 1   | GBR 4   | RSM 3   | ARA 14  | JPN 4   | AUS NU  | MAL NU  | VAL 3  |       |     | 4   | 246  |
| 2015 | MotoGP | Honda    | QAT 6  | AME     | ARG     | SPA     | FRA 16  | ITA 4  | CAT 3   | NED 8   | GER 2   | IND 4   | CZE 5   | GBR 5   | RSM 9   | ARA 2   | JPN 1   | AUS 5   | MAL 1   | VAL 3  |       |     | 4   | 206  |
| 2016 | MotoGP | Honda    | QAT 5  | ARG 3   | AME NU  | ESP 4   | FRA 4   | ITA 4  | CAT 3   | NED 12  | GER 6   | AUT 7   | CZE 12  | GBR 5   | SMR 1   | ARA 6   | JPN WD  | MAL     | AUS     | VAL NU |       |     | 6   | 155  |
| 2017 | MotoGP | Honda    | QAT 5  | ARG NU  | AME 3   | ESP 1   | FRA 3   | ITA NU | CAT 3   | NED 13  | GER 3   | AUT 2   | CZE 3   | GBR 7   | SMR 14  | ARA 2   | JPN NU  | AUS 12  | MAL 5   | VAL 1  |       |     | 4   | 210  |
| 2018 | MotoGP | Honda    | QAT 7  | ARG NU  | AME 7   | ESP NU  | FRA 5   | ITA NU | CAT 5   | NED 4   | GER 8   | CZE 8   | AUT 7   | GBR C   | SMR 6   | ARA 5   | THA NU  | JPN 8   | AUS NU  | MAL 5  | VAL 5 |     | 11  | 117  |
| 2021 | MotoGP | KTM      | QAT    | DOH     | POR     | SPA     | FRA     | ITA    | CAT     | GER     | NED     | STY 10  | AUT     | GBR     | ARA     | RSM     | AME     | EMI     | ALG     | VAL    |       |     | 25  | 6    |
| 2023 | MotoGP | KTM      | POR    | ARG     | AME     | SPA 76  | FRA     | ITA    | GER     | NED     | GBR     | AUT     | CAT     | RSM 4   | IND     | JPN     | INA     | AUS     | THA     | MAL    | QAT   | VAL | 21  | 32   |
| Rok  | Klasa  | Motocykl | 1      | 2       | 3       | 4       | 5       | 6      | 7       | 8       | 9       | 10      | 11      | 12      | 13      | 14      | 15      | 16      | 17      | 18     | 19    | 20  | Poz | Pkt  |

* – sezon w trakcie